# Boy Waterman
Boy Waterman (Lelystad, 24 de janeiro de 1984) é um ex-futebolista neerlandês que atuava como goleiro.

## Carreira em clubes
Após jogar na base do SV Lelystad '67 e do Ajax, Waterman se profissionalizou no Heerenveen, em 2001, mas sua estreia oficial foi em fevereiro de 2004, 1 mês após completar 20 anos de idade, justamente contra os Ajacieden. A partida terminou com vitória do Heerenveen por 4 a 1. Na temporada seguinte, foi afastado devido a uma séria lesão e foi substituído pelo reserva Brian Vandenbussche, voltando na reta final do campeonato.
Em 2007, foi emprestado ao AZ até o final da temporada,[carece de fontes?] atuando em 11 jogos. Na partida contra o Excelsior Rotterdam, foi expulso na derrota por 3 a 2, resultado que deu o título nacional para o PSV Eindhoven. Ainda sob vínculo com os Alkmaarders, foi emprestado para ADO Den Haag e De Graafschap; antes deste último, chegou a assinar (também por empréstimo) com o Viking em fevereiro de 2010, mas não chegou a atuar pela equipe norueguesa devido a uma lesão na virilha.
Waterman jogou também por Alemannia Aachen, PSV Eindhoven, Karabükspor, APOEL e OFI antes de voltar ao PSV em junho de 2022.
Sua reestreia pelo time de Eindhoven foi na última rodada da Eredivisie de 2023–24, substituindo Walter Benítez aos 40 minutos do segundo tempo da partida contra o RKC Waalwijk, que terminou com vitória do PSV por 3 a 1. Este foi também o último jogo de Waterman como profissional, passando a trabalhar como treinador de goleiros no Jong PSV.

## Carreira internacional
Descendente de surinameses, Waterman representou as seleções de base dos Países Baixos entre 1999 e 2007, ano em que disputou a Eurocopa Sub-21 como titular antes de sofrer uma lesão nas costas, dando lugar a Kenneth Vermeer no segundo tempo da partida contra Portugal. De volta na semifinal contra a Inglaterra, o goleiro se destacou ao defender 3 cobranças e marcando um gol na vitória por 13 a 12 na decisão por pênaltis. A Jong Oranje venceu a competição ao derrotar a Sérvia por 4 a 1.

## Títulos
PSV Eindhoven
- Copa dos Países Baixos: 2022–23[8]
- Supercopa dos Países Baixos: 2012, 2022,[9] 2023[10]

APOEL
- Campeonato Cipriota: 2015–16, 2016–17, 2017–18, 2018–19
- Supercopa do Chipre: 2019

Países Baixos Sub-21
- Eurocopa Sub-21: 2007